# 相坂研介
相坂 研介（あいさか けんすけ、1973年（昭和48年）-）は日本の建築家、一級建築士。東洋大学建築学科非常勤講師。相坂研介設計アトリエ主宰。

## 略歴
- 1973年 - 東京生まれ
- 1992年 - 海城高等学校卒業[5]
- 1996年
  - 東京大学工学部建築学科卒業
  - 安藤忠雄建築研究所入社
- 2002年 - 安藤忠雄建築研究所 退社
- 2003年 - 一級建築士事務所 相坂研介設計アトリエ設立。東洋大学非常勤講師
- 2016年 - 日本建築家協会 関東甲信越支部常任幹事
- 2020年 - 法政大学 非常勤講師

## 主な作品
| 名称              | 竣工年 | 所在地         | 国   | 状態   | 備考   |
| ----------------- | ------ | -------------- | ---- | ------ | ------ |
| 藤沢の住宅        | 2004年 | 神奈川県藤沢市 | 日本 | 使用中 | 鉄骨造 |
| 丸栄慶雲館        | 2014年 | 東京都渋谷区   | 日本 | 使用中 | 鉄骨造 |
| あまねの杜保育園  | 2015年 | 千葉県船橋市   | 日本 | 使用中 | 鉄骨造 |
| てぞーろ保育園    | 2019年 | 福島県福島市   | 日本 | 使用中 | 木造   |
| 東立石保育園      | 2021年 | 東京都葛飾区   | 日本 | 使用中 | RC造   |
| Building of Music | 2022年 | 東京都千代田区 | 日本 | 使用中 | 鉄骨造 |

## 受賞歴
2000年
- インテリアプランニング賞2000 優秀賞受賞
- JCDデザイン賞2000 入選

2003年
- 日経アーキテクチュア記念コンペ 優秀賞受賞

2008年
- 第2回トステム設計コンテスト 入賞

2013年
- 船橋市新設保育所設計コンペ 最優秀賞受賞

2016年
- Architecture Asia Award 受賞
- RTF Sustainability Awards 最優秀賞
- LEAF AWARD Best Facade Design 入賞
- 第10回キッズデザイン賞 受賞
- 第16回ステンレス協会賞 入賞
- JID AWARD 2016 入賞
- SMOKERS' STYLE 作品部門 優秀賞
- Next Landmark 2016　入賞

2017年
- IIDA Global Excellence Awards 受賞
- GREEN GOOD DESIGN 2017 受賞
- こども環境学会 デザイン賞 受賞
- A' Design Award and Competition 優秀賞
- UIA Friendly & Inclusive Spaces Awards 特別賞
- 東神吉こども園公募型プロポーザル 次点
- RTF Awards 2017 最優秀賞
- K-DESIGN AWARD 最優秀賞
- 第11回キッズデザイン賞 受賞
- 日本空間デザイン賞2017 受賞
- グッドデザイン賞 受賞
- 第16回屋上・壁面緑化技術コンクール都市緑化機構会長賞
- ウッドデザイン賞2017受賞

2018年
- 第18回JIA環境建築賞 入賞「あまねの杜保育園」
- BUILD Architecture Awards 2018
- JIA優秀建築選 入選「あまねの杜保育園」

2019年
- 東立石四丁目保育園設置・運営事業者選定プロポーザル 最優秀選出
- 第5回これからの建築士賞 受賞

2021年
- RTF Award 2021 優秀賞
- 第34回　茨城建築文化賞 入選
- 日本空間デザイン賞 2021 Shortlist 選出
- 第15回 キッズデザイン賞 受賞

2022年
- JIA 優秀建築選 入選
- GERMAN DESIGN AWARD 受賞
- iF DESIGN AWARD 2022 受賞
- こども環境学会 デザイン奨励賞 受賞
- PHASE FREE AWARD 2022 受賞
- グッドデザイン賞 受賞
- 日本空間デザイン賞 2022 Shortlist 選出
- キッズデザイン賞 受賞
- Architecture master prize 2022 受賞
- RTF Award 2022 受賞

2023年
- JIA 東北建築大賞 建築賞 受賞
- iF DESIGN AWARD 2023 受賞
- 医療福祉建築賞2022 準賞 受賞
- 日本空間デザイン賞 2023 Shortlist 選出
- A+Awards　特別賞 受賞
- SKY DESIGN AWARD 2023 銀賞 受賞
- World design award 2023 受賞
- Architecture master prize 2023 受賞
- 福島県建築文化賞 優秀賞 受賞
- 東京建築賞 東京都知事賞 受賞
- 日事連建築賞 国土交通大臣賞 受賞

## 加盟団体
- 日本建築学会 正会員
- 日本建築家協会 正会員　登録建築家
- 東京建築士会 正会員
- こども環境学会 正会員